# Unité industrielle de grande mécanique
L'Unité industrielle de grande mécanique (UIGM), renommée Creusot Mécanique en 2003, était une société industrielle spécialisée dans la métallurgie et la mécanique. À l'origine coentreprise de Framatome et de la Société des établissements Etienne Boffet (SEEB) de Chauffailles, elle est vendue à Michel-Yves Bolloré, avant d'être racheté par Areva en 2006.

## Histoire
En 2001, Framatome (sur le point d'être regroupée au sein d'Areva) et SEEB fondent l'UIGM. La société possède l'usine du Creusot chargée des activités d’usinage au moment de la dernière étape de la fabrication d’une pièce nucléaire après la coulée du lingot et le forgeage.
Alors en difficulté, Michel-Yves Bolloré devient l'actionnaire majoritaire de l'UIGM à travers sa société France Essor déjà propriétaire depuis 2000 de deux sociétés industrielles de Saône-et-Loire : la Société Fonderie et Ajustage Réunis (SFAR) et la Civad de Montchanin. Bolloré nomme alors Jean-François Victor PDG de la société. En avril 2003, l’UIGM est placée en redressement judiciaire. France Essor fait l'acquisition de la société pour 800 000 €, qui est renommée Creusot Mécanique, et regroupée au sein de la nouvelle entité Sfarsteel avec les autres sociétés que sont la SFAR, la Civad, l’UIGM et Creusot Forge (cédée par le groupe sidérurgique Arcelor).
Le 8 septembre 2006, Areva rachète l'ensemble Sfarsteel pour le montant de plus 170 millions d'euros, qui intègre les activités au sein d'Areva NP (anciennement Framatome).

## Actionnariat
- 2001 : SEEB (60%), Framatome (30%), autres (10%)
- 2002 : CIVAD (31,3%), Areva (30%), SEEB (15%), Jean-François Victor (5.2%), autres actionnaires (18.4%)
- 2003 : France Essor (100%)

## Polémiques
En 2017, plusieurs médias attribuent les dysfonctionnements de la construction de la cuve de l'EPR de Flamanville à des irrégularités sur la qualité des fabrications, notamment pointés par l'ASN. Des falsifications de documents techniques ont été opérées, confirmées par Areva.
La transaction financière de rachat puis de revente à Areva, ayant permis à Michel-Yves Bolloré un bénéfice de 132 millions d’euros, a également été dénoncée,.